# L'Œuf et les Schtroumpfs
L'Œuf et les Schtroumpfs est la troisième histoire de la série Les Schtroumpfs de Peyo et Yvan Delporte. Elle est publiée pour la première fois dans le no 1147 du journal Spirou sous forme de mini-récit. Elle est ensuite redessinée et publiée du no 1447 au no 1456 de Spirou, puis dans l'album du même nom en 1968.
La majeure partie de l'histoire se déroule au village Schtroumpf, ainsi que dans la forêt et dans un poulailler situé de l'autre côté de la forêt.

## Résumé
Alors que les Schtroumpfs décident de faire un grand gâteau pour une fête, le Grand Schtroumpf décide d'envoyer le Schtroumpf grognon et un autre Schtroumpf au poulailler pour rapporter un œuf. Après plusieurs péripéties et échecs, ils parviennent enfin à rapporter au village un œuf qui se révèle très dur et impossible à casser. Ils découvrent alors qu'il exauce un vœu dès qu'on lui donne un coup dessus. Alors que tous les Schtroumpfs se précipitent pour exaucer des vœux, petit à petit, les désirs irraisonnés créent la pagaille dans le village des Schtroumpfs. On y trouve, entre autres, un Schtroumpf géant, un Schtroumpf riche qui ne sait pas quoi faire de son argent, trois faux grands Schtroumpfs, plusieurs Schtroumpfs difformes ou bariolés, le Grand Schtroumpf qui a l'air d'un Schtroumpf normal, un Schtroumpf plus-grognon-du-tout, un Schtroumpf saucisse, un Schtroumpf parti au diable, etc.
Catastrophé, le Grand Schtroumpf a soudain une idée pour retrouver une situation normale, il va souhaiter devant l’œuf que tout redevienne comme avant. Peu après, l'œuf éclot, sans qu'aucun autre souhait n'ait pu y être formulé. Les Schtroumpfs décident alors de faire un gâteau sans œuf pour leur fête, tandis que l'un d'entre eux, pensant que le poussin, une fois qu'il aura grandi, deviendra une poule qui pondra alors des œufs magiques, demande et obtient du Grand Schtroumpf la garde du poussin, qu'il va alors élever à l'écart du village. Finalement, l'histoire se termine sur l'énorme déception de ce petit Schtroumpf qui comprend que ses efforts pour obtenir d'autres œufs magiques auront été vains, car le poussin est devenu... un coq.